# NGC 1125
NGC 1125 é uma galáxia espiral barrada (SB0-a) localizada na direcção da constelação de Eridanus. Possui uma declinação de -16° 39' 03" e uma ascensão recta de 2 horas, 51 minutos e 40,3 segundos.
A galáxia NGC 1125 foi descoberta em 6 de Outubro de 1785 por William Herschel.